# 1841 Masaryk
1841 Masaryk eller 1971 UO1 är en asteroid i huvudbältet som upptäcktes den 26 oktober 1971 av den tjeckiske astronomen Luboš Kohoutek vid Bergedorf-observatoriet. Den har fått sitt namn efter Tjeckoslovakiens första president Tomáš Garrigue Masaryk.
Asteroiden har en diameter på ungefär 40 kilometer och den tillhör asteroidgruppen Cybele.